# Annie Leibovitz
Anna-Lou »Annie« Leibovitz, ameriška fotografinja, * 2. oktober 1949, Waterbury, Connecticut. 
Annie Liebovitz se je kot fotografinja uveljavila s sodelovanjem pri reviji Rolling Stone, kasneje je med drugim delala za revijo Vanity Fair. Še danes je ena najbolj priznanih fotografov znanih osebnosti.